# Розливна машина

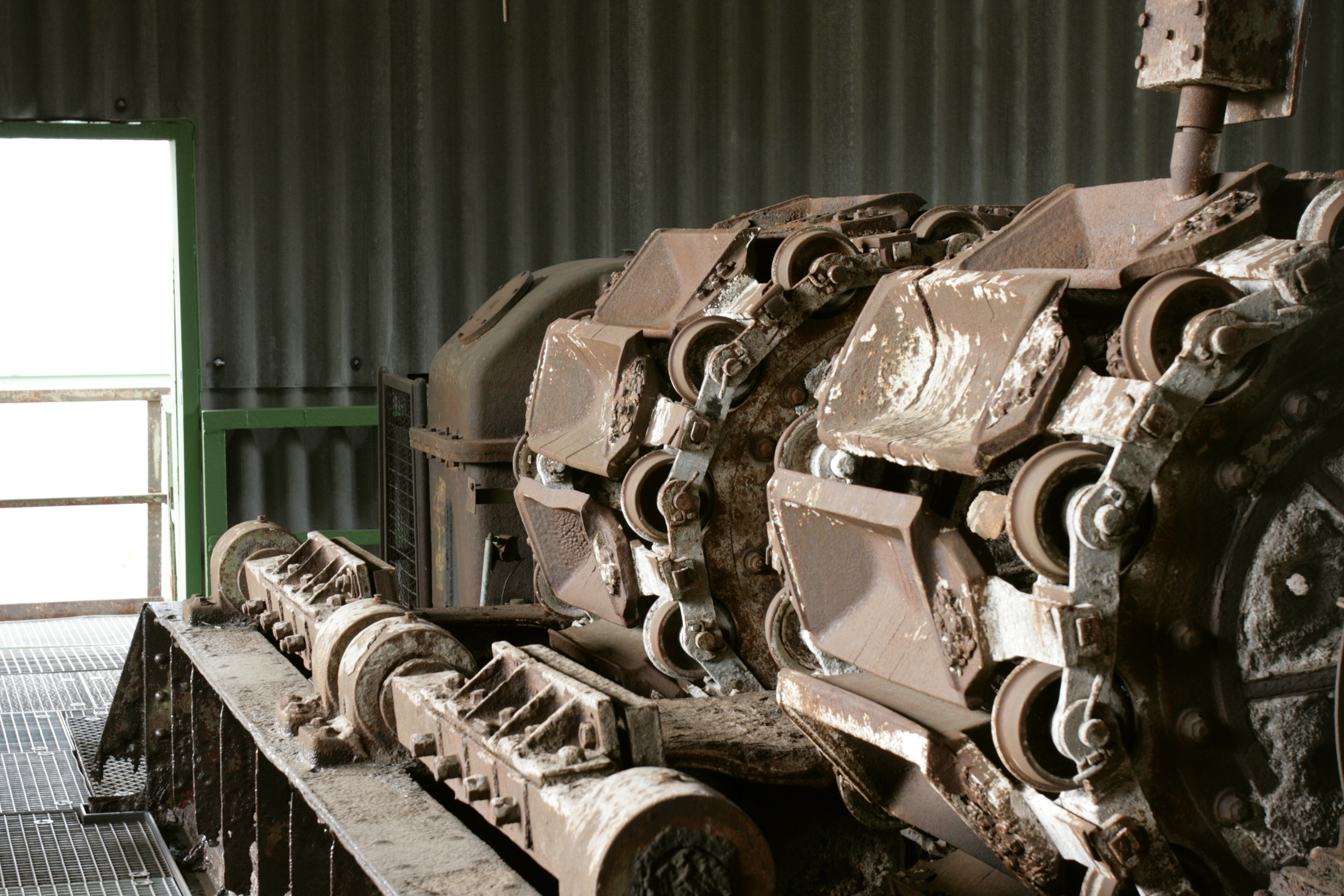
Верхня частина стрічкової розливної машини — місце, де стрічка перевертається і з мульд у залізничний вагон, розташований під стрічкою, випадають застиглі чушки (бабки́). Розливна машина на металургійному заводі у місті Гаттінген, Німеччина.

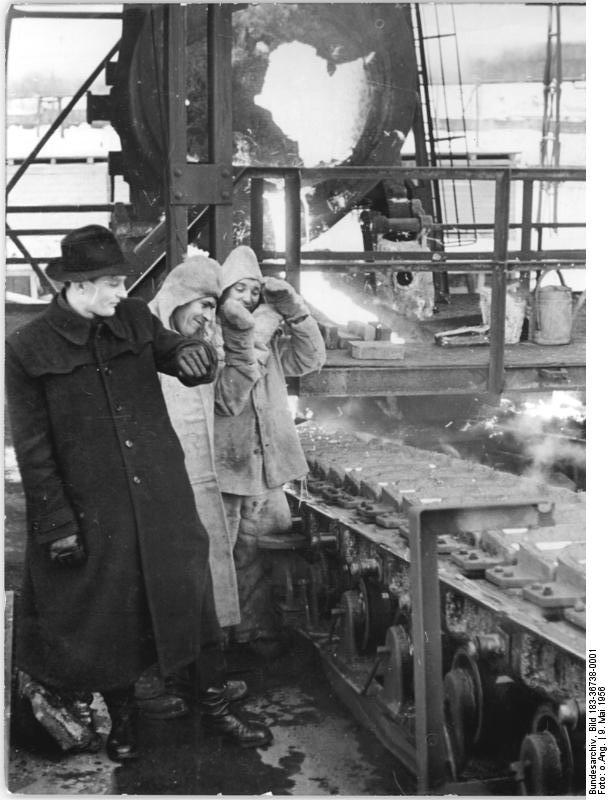
Біля стрічки розливної машини під час розливання чавуну. На задньому плані — нахилений чавуновозний ківш, з якого рідкий чавун зливається на стрічки машини. НДР, 1956 рік.

Розливна машина — машина для розливання чавуну на металургійних заводах та штейну і деяких шлаків на заводах кольорової металургії. Машини бувають стрічкові або карусельні. Розливні машини стрічкового типу являють собою похилий конвеєр з двох ланцюгів, до яких прикріплено металеві форми — мульди. На таких машинах розливають в основному чавун і рідше — кольорові метали, феросплави, штейни і шлаки. Карусельні розливні машини являють собою обертові столи, на яких встановлено форми — кокілі, що автоматично перекидаються після твердіння металу. Машини такого типу застосовують для розливання кольорових металів.    